# Elberta (Utah)
Elberta is een plaats (census-designated place) in de Amerikaanse staat Utah, en valt bestuurlijk gezien onder Utah County.

## Demografie
Bij de volkstelling in 2000 werd het aantal inwoners vastgesteld op 278.

## Geografie
Volgens het United States Census Bureau beslaat de plaats een oppervlakte van
36,0 km², waarvan 35,9 km² land en 0,1 km² water.

## Plaatsen in de nabije omgeving
De onderstaande figuur toont nabijgelegen plaatsen in een straal van 16 km rond Elberta.